# Liberator
Liberator és el desè disc (el novè de material nou) del grup anglès de pop electrònic Orchestral Manoeuvres in the Dark. Aparegué al mes de juny del 1993.
McCluskey continua en aquest disc l'estil iniciat a l'anterior treball, Sugar Tax, orientant bona part de les noves cançons cap a la pista de ball: "Dollar girl", "Agnus Dei" o "Heaven is" en són bons exemples. L'àlbum també conté balades com "King of stone" o "Best years of our lives", al costat de temes que enllacen amb l'estil més pop dels primers discos ("Love and hate you" o "Stand above me", el primer senzill). Com el disc anterior, Liberator és predominantment electrònic, exceptuant parts puntuals de guitarra i piano.
A més, Liberator inclou una versió del tema "Sunday morning", del grup The Velvet Underground (escrit per Lou Reed i John Cale, inclòs al seu primer disc), i el tema "Dream of me", que inclou una mostra de "Love's theme", del músic Barry White. Tot i que inicialment White donà el seu permís per utilitzar una mostra de la seva cançó, posteriorment se'n va retractar i calgueren llargues negociacions perquè White tornés a consentir-ne l'ús. "Dream of me" fou rebatejat com a "Dream of me (Based on Love's Theme)" i aparegué com a segon senzill, tot i que -en aquest format- sense la mostra conflictiva.
Després de l'edició de Liberator i de la seva gira posterior, Kershaw i Massett van deixar de col·laborar amb McCluskey, que tornà a quedar com a únic membre d'OMD.

## Temes

### CDVF 2715
1. Stand above me (3,33)
2. Everyday (3,57)
3. King of stone (4,17)
4. Dollar girl (4,19)
5. Dream of me (Based on Love's Theme) (4,11)
6. Sunday morning (3,22)
7. Agnus Dei (3,37)
8. Love and hate you (3,16)
9. Heaven is (4,29)
10. Best years of our lives (4,35)
11. Christine (5,04)
12. Only tears (4,13)

## Senzills
1. Stand above me // Can I believe you (4 de maig del 1993)
2. Dream of me (Based on Love's Theme) // Strange sensations (5 de juliol del 1993)
3. Everyday // Every time (6 de setembre del 1993)

## Dades
- Produït per Andy McCluskey i Phil Coxon excepte "Dream of me (Based on Love's Theme)", produït per Barry White.
- Enginyers de so: Mark Phythian, Paul Butcher, Ian Collins, Pat O'Shaughnessy, Mike Hunter, Andrea Wright.
- Enregistrat als estudis The Pink Museum i The Ministry (Liverpool).
- Mesclat als estudis Amazon Studios, Liverpool.
- Temes 1, 2, 4, 5, 9, 10 i 12 mesclats per Gregg Jackman a Sarm West (Londres). Assistent: Niall Flynn.
- Programacions: Andy McCluskey i Phil Coxon.
- Veus addicionals:

Beverly Neppion a "Stand above me", "Everyday", "Dollar girl", "Dream of me (Based on Love's Theme)", "Sunday morning" i "Only tears".
Nathalie James a "Dollar girl" i "Love and hate you".
Doreen Edwards a "Heaven is".
```
a 
"Dream of me (Based on Love's Theme)"
.
```

- Stuart Boyle: Guitarra a "Stand above me" i "Sunday morning".
- Nigel Ipinson: Piano a "Sunday morning".
- Temes escrits per Andy McCluskey excepte "Stand above me" (McCluskey/Kershaw/Massett), "Everyday" (McCluskey/Humphreys/Kershaw), "Dream of me (Based on Love's Theme)" (Barry White), "Sunday morning" (Reed/Cale), "Agnus Dei" (McCluskey/Tye/Shopsko), "Best years of our lives", "Christine" i "Only tears" (McCluskey/Kershaw).
- Disseny de portada: Area. Fotografies: Stephane Sednaoui, Joseph Hunwick.